# توماس باربور بريان
كان توماس باربور بريان (22 ديسمبر 1828 – 26 يناير 1906) سياسيًا ومحاميًا ورجل أعمال أمريكي.
مع ولادته في فيرجينيا، وبصفته أحد أفراد أسرة باربور التي كانت تحظى بمكانة مرموقة من جانب والدته، صنع بريان إلى حد كبير اسمًا لنفسه في شيكاغو، إلينوي. انخرط بريان في عدة مغامرات في المدينة، مثل تشييد مقبرة غريسلاند، وكان ناشطًا في سياسة المدينة ورشح لمرتين لمنصب العمدة. كان بريان اتحاديًا قويًا خلال الحرب الأهلية الأمريكية. وكان لاعبًا بارزًا في منح شيكاغو شرف استضافة المعرض العالمي الكولومبي، وشارك في تنظيم المعرض وسيره.
ولعب بريان أيضًا دورًا محوريًا في تحسين ضاحية إلمهورست في شيكاغو، إلينوي، حيث أقام لمعظم حياته. وعادة ما يشار إليه ب «أبو إلمهورست».
إضافة إلى انخراطه في السياسة في شيكاغو، أمضى بريان فترة قصيرة كمفوض إلى مقاطعة كولومبيا.

## نشأته وتعليمه وأسرته
ولد بريان في ألكسندريا، فيرجينيا، في 22 من شهر ديسمبر من عام 1828. كان والده دانييل بريان ووالدته ماري توماس باربور بريان (الاسم عند الولادة باربور). كان والد بريان شاعرًا ومحاميًا وأحد مناصري إلغاء العبودية ورجل دولة شغل منصب مدير مكتب البريد في ألكسندريا منذ عام 1821 حتى عام 1853 والذي شغل، منذ العام 1818 حتى العام 1820، منصب عضو في ولاية فرجينيا. 
بصفته عضوًا في عائلة باربور المرموقة من جهة والدته، كان خالا بريان جيمس باربور وفيليب بي باربور. وكان توماس باربور جده من جهة والدته. وسيكون بريان لاثروب أحد أبناء أخت بريان، والذي سيخلق معه لاحقًا علاقة شخصية وتجارية. وكان باربور لاثروب ابن أخت آخر لبريان وكانت فلورينس لاثروب فيلد بيج ابنة أخته.
تختلف المصادر حول إذا ما كان دانييل بون عمًا لوالد بريان، إذ إنه من غير الواضح إذا ما كان والده ابن أخ بون. وفي حال كان بون حفيد شقيقه، فإن جده من جهة والده سيكون ويليام بريان، أحد مؤسسي محطة بريان، وستكون جدته من جهة والدته ماري بون بريان.
نال بريان تعليمه في أرقى مدرسة تحضيرية في فيرجينيا.
لمدة 4 سنوات، التحق بريان بعمل مستكتب مع مكتب البريد الذي كان يشرف عليه والده. وكان بريان يتقاضى سنويًا مبلغ 300 دولار كان يدخر منه قبل أن يترك المكتب ويلتحق بجامعة هارفرد.
تخرج بريان في كلية هارفرد للحقوق في عام 1848. وفي الوقت الذي التحق فيه بهارفرد، عاش في مدينة بوسطن المجاورة في منزل امرأة ألمانية أشرفت على تعليمه اللغة الألمانية. وبعد فترة قصيرة من تخرجه، سينشر كتاب قواعد لمساعدة الألمان على تعلم قراءة وكتابة وتحدث الإنجليزية. ونال كتاب القواعد هذا مديحًا من الصحافة الألمانية ومن أساتذة جامعيين.

## حياته كبالغ ومسيرته المهنية
بعد تخرجه في كلية الحقوق في هارفرد، مارس بريان المحاماة في سينسيناتي حتى عام 1852. وعمل لفترة ما خلال مسيرته المهنية كمحام لتركة الرئيس الراحل ويليام هنري هاريسون.
في عام 1850، في حفل زواج عقد في نيوبورت، كنتاكي، تزوج بريان جيني «جين» بيرد بيج التي أصبحت السيدة جيني بيرد بريان. وكانت زوجته على قرابة، من خلال الزواج، بأسرتي بيج ولي المرموقتين في فيرجينيا. وكانت ابنة رجل دين في الكنيسة الأسقفية الأمريكية.
في عام 1852، انتقل بريان وزوجته إلى شيكاغو حيث حصل على حصص عقارية كبيرة. وعلى امتداد ال 50 عامًا التالية، سيكون بريان من بين منشطي المدينة.
كان بريان يقيم في البداية في شيكاغو في جادة ميشيغان 103، على مقربة من شارع ماديسون، والتي كانت حيًا شعبيًا في تلك الفترة. كان بريان هناك جارًا للعديد من سكان شيكاغو المعروفين، وكان من بينهم ماثيو لافلين. بعد فترة قصيرة من عيشه هناك، بنى بريان منزلًا في الزاوية الشمالية الغربية لجادة واباش وشارع جاكسون.
خلال فترة ما بين العامين 1856 و1859، استقر بريان في كوتيج هيل، إلينوي (إلمهورست في يومنا هذا)، وبنى هناك عقارًا تبلغ مساحته 1000 فدان أطلق عليه اسم «عش بيرد». وسيلعب بريان في نهاية المطاف دورًا هامًا في تطوير البلدة، حتى أن الفضل سيعزى له بأنه المسؤول عن إعادة تسميتها. وعادة ما يشار إليه بلقب «أبو إلمهورست». ومع عيشه هناك، سيتنقل يوميًا إلى شيكاغو عبر السكة الحديدية الشمالية الغربية لشيكاغو. في التعداد السكاني للولايات المتحدة لعام 1860، أشارت السجلات إلى أن بريان كان أثرى شخص في مقاطعة دوبيج، مع ثروة قيل إن قيمتها تقدر ب 325 ألف دولار. في عام 1864، باع بريان 26 فدانًا من أرضه إلى صهره، جيديدياه لاثروب، الذي بنى في ذلك الموقع ملكيته العقارية الخاصة التي أطلق عليها اسم هنتينغتون.
أنجب بريان وزوجته 3 أولاد، سيبقى اثنان منهما على قيد الحياة (ولد وبنت). وتوفي الابن الذي فقداه، دانييل بيج بريان، في 12 من شهر أبريل من عام 1855. وسيحصل ابنهما البالغ تشارلز بيج بريان، الذي ولد في العام 1855، على مسيرة مهنية كمحام وسياسي ودبلوماسي. وكانت ابنتهما أيضًا، التي ولدت في العام 1857، تحمل اسم جين بيج بريان. وهي ستصبح في وقت لاحق فنانة وفاعلة خير، وستتزوج، في العام 1913، جون بارتون باين، وستتبنى كنيته.
في عام 1860، أنشأ بريان مقبرة غريسلاند بالشراكة مع ويليام بتلر أوغدين وسيدني ساوير وإيدوين إتش شيلدون وجورج بيتر أليسكاندر هيلي. وكان الرئيس الافتتاحي لجمعية مقبرة غريسلاند. وكان الابن الراحل لبريان دانييل بيج بريان أول المدفونين في المقبرة، بعد أن أُخرج رفاته من مقبرة المدينة في حديقة لينكولن إلى جانب نحو 2000 شخص آخر. وشهد ذلك العام أيضًا افتتاح صالة بريان، والتي كانت صالة موسيقى بناها بريان في شيكاغو في شارع كلارك على الجانب الآخر من حاضرة المدينة. مع قدرة استيعابية تبلغ بين 500 و600 شخص، قيل إن الصالة هي الصالة الأكبر من نوعها في المنطقة الحضرية وقت افتتاحها. وستبقى المكان الرئيسي في المدينة حتى افتتاح دار أوبرا كروسبي.
خلق بريان لنفسه سمعة بصفته خطيبًا موهوبًا.
كان بريان، لمرتين، مرشحًا لمنصب عمدة شيكاغو دون أن ينجح. وفي عام 1861، كان بريان المرشح عن لائحة الشعب لمنصب العمدة. وخسر الانتخابات لصالح الجمهوري جوليان سيدني رومسي بفارق كبير. وكان بريان قد وضع ضمن لائحة مرشحي منصب العمدة من قبل عدد من معارفه للترشح عما كان قد سمي «لائحة الشعب». ومع عدم إدراكه في تلك الآونة بأنه كان يترشح ضد الحزب الجمهوري، قبل بريان بذلك على مضض. وقيل إنه، في نهاية المطاف، قد أبدا ارتياحًا حيال هزيمته النهائية في الانتخابات. إذ إنه لم يكن يرغب بأن يكون عمدة للمدينة، ولم يرد أيضًا أن يتسبب بفوضى أو انشقاق ضمن الحزب الجمهوري في تلك الفترة التي كانت تشهد بدايات الحرب الأهلية. كان بريان مرشحًا (جمهوريًا) عن الاتحاد الوطني لمنصب العمدة في عام 1863، وخسر بفارق ضئيل جدًا لصالح فرانسيس كورنوول شيرمان الذي كان يشغل المنصب. وخطط في البداية لتقديم استئناف ضد النتيجة بسبب مزاعم بتزوير انتخابي من قبل الديمقراطيين، إلا أنه لم يتقدم بالاستئناف في نهاية المطاف لكونه لم يكن مكترثًا كثيرًا بنتائج الانتخابات نظرًا إلى أنه كان قد ترشح على مضض منذ البداية.
بصفته اتحاديًا متحمسًا خلال الحرب الأهلية الأمريكية، مول بريان شركة كتيبة المشاة رقم 105 من متطوعي إلينوي في الحرب الأهلية، وأطلق عليها اسم «زرق بريان». وكان عضوًا في لجنة الدفاع الاتحادية. وكان أيضًا رئيسًا لمعرض سانيتاري في الشمال الغربي، وهو حدث عقد في عام 1865 على امتداد جبهة بحيرة شيكاغو تمكن من رصد أكثر من 300 ألف دولار لجنود الاتحاد. وبشكل مشوق، كانت زوجته بالصدفة في رفقة جنرال جيش الولايات الكونفدرالية روبيرت إي لي، الذي كان أحد أقربائها عن طريق الزواج، قبل أيام فقط من اندلاع الحرب الأهلية.
خدم بريان في أدوار قيادية في العديد من المنظمات في شيكاغو. ومنذ عام 1865 حتى عام 1906، شغل بريان منصب رئيس بيت الجنود في شيكاغو الذي كان قد ساعد أيضًا في تأسيسه. وكان رئيس نادي رابطة الاتحاديين في شيكاغو.
في عام 1870، أجّر بريان صالة بريان لريتشارد إم هولي لفترة تمتد لخمس سنوات مقابل 21 ألف دولار سنويًا. وأعيدت تسمية القاعة إلى دار أوبرا هولي.
في عام 1871، منح بريان وزجته 30 فدانًا لإنشاء معهد لاهوتي تابع للمجمع الكنسي الإنجيلي الألماني، وهو ما سيصبح لاحقًا جامعة إلمهورست.
في حريق شيكاغو العظيم لعام 1871، خسر بريان نحو 2 مليون دولار، وقد كان جزءا من هذه الخسارة خسارة صالة الموسيقى في الحريق. بعد الحريق، وفر لعدد من الأشخاص الذين فقدوا منازلهم ملجأ في عش بيرد. وانخرط بيرد في المساعدة في إعادة إحياء المدينة بعد الحريق. بعد فترة قصيرة من الحريق كان بريان قد أسس مصرف الادخار والودائع الآمنة الفيدرالي، والذي عرف أيضًا باسم المصرف الآمن المخلص. وعلى الرغم من احتراق مبناه، بقيت الخزائن وصناديق الودائع على حالها، ونجت محتوياتها من الحريق. أعاد بريان بناء الهيكل الجديد للمؤسسة بعد فترة قصيرة من الحريق. واشترى المعدن من بيت بلاط شيكاغو الذي استخدمه لتصميم جهاز إنذار لشركته، وباع الباقي إلى إتش إس إيفهارت آند كومباني التي فوضت دار السك الأمريكية بتصميم ميداليات تذكارية من المعدن.
منذ الثالث من شهر ديسمبر من عام 1877، شغل بريان منصب مفوض مقاطعة كولومبيا. وخلال هذه الفترة القصيرة، عاش هو زوجته لفترة وجيزة في واشنطن دي سي.
في عام 1878، تنحى بريان من منصبه كرئيس لمقبرة غريسلاند، ونقل الرئاسة إلى ابن أخته بريان لاثروب.
وانتقل هو وزوجته لفترة من الوقت إلى كولورادو. في الفترة التي جري فيها الإحصاء السكاني في الولايات المتحدة لعام 1880، تذكر السجلات أنه كان يعيش في مقاطعة كلير كريك، كولورادو. 
وقع بريان ضحية ما سيكون في النهاية احتيالًا من قبل إتش إتش هولمز، الذي كان رجلًا اتضح أخيرًا أنه قاتل متسلسل. وخسر بريان أكثر من 9000 دولار بعد تورطه في احتيال هولمز «شركة الآلة الناسخة إيه بي سي» بناء على نصيحة شريك بريان فريد نيند. واستخدم هولمز عدة مرات اسم بريان على أوراق هذه الشركة وعدد من شركات الاحتيال الأخرى.
كان بريان شخصية بارزة في جهود نقل المعرض العالمي الكولومبي إلى شيكاغو. وأقنع مجلس مدينة شيكاغو بإقرار القانون الذي سيساعد المدينة في جهودها لضمان إقامة المعرض العالمي. وفي عام 1890، منح بريان، إلى جانب عمدة شيكاغو ديويت كلينتون كريجيير والرئيس الأسبق لسكة الحديد الوسطى في إلينوي إدوار تيرنر جيفري، العرض التقديمي لحملة شيكاغو إلى لجنة مجلس الشيوخ البالغ عددها 15 عضوًا التي حددت المكان الذي سيقام فيه المعرض. ربما كانت ملاحظات بريان الأكثر إقناعًا من بين المتحدثين الثلاثة الذين تحدثوا نيابة عن المدينة. إذ ردد بريان في ملاحظاته، بشكل جزئي، تعابير اتسمت بالغلو وملاحظات حاسمة حول شيكاغو كان قد أقر بها المحامي تشاونسي ديبيو (الذي كان يمثل مصالح مدينة نيويورك في استضافة المعرض).